# Gustavo Méndez
Gustavo Emilio Méndez Techera (født 3. februar 1971 i Montevideo, Uruguay) er en tidligere uruguayansk fodboldspiller (højre back).
Méndez spillede på klubplan primært i hjemlandet hos Nacional. Han spillede for klubben i otte sæsoner, fordelt på to ophold, og var med til at vinde tre uruguayanske mesterskaber. Mellem 1995 og 2001 spillede han i Italien hos henholdsvis Vicenza og Torino. Med Vicenza vandt han i 1997 pokalturneringen Coppa Italia.
Méndez spillede mellem 1993 og 2002 46 kampe for Uruguays landshold, og var med i truppen til VM i 2002 i Sydkorea og Japan. Han spillede én af uruguayanernes tre kampe i turneringen, hvor holdet blev slået ud efter det indledende gruppespil. Han var med landsholdet også med til at vinde guld ved Copa América i 1995, hvor han spillede hele kampen i finalesejren mod Brasilien. Han var også med på holdet, der blev nummer fire ved Confederations Cup 1997.

## Titler
Primera División Uruguaya
- 1992, 2002 og 2005 med Nacional

Coppa Italia
- 1997 med Vicenza

Copa América
- 1995 med Uruguay